# Serrasalmus maculatus
Serrasalmus maculatus, conhecida popularmente como palometa ou piranha-amarela, é uma espécie de piranha pertencente ao gênero Serrasalmus. É um peixe de água doce.
Nativa da bacia hidrográfica do Rio Uruguai, sua presença alóctone tem sido registrada em bacias vizinhas (como a bacia do rio Jacuí), na condição chamada de invasão biológica. Está sendo incluída em listas oficiais de espécies exóticas invasoras como a Portaria SEMA 79 de 2013, ora em revisão.

## Características
A parte inferior de seu corpo é amarela e na metade de sua nadadeira possui uma lista negra. Já sua cabeça possui um perfil côncavo.